# Daniela Gaß
Daniela Gaß, née le 5 novembre 1980 à Haßloch, est une coureuse cycliste professionnelle allemande.

## Biographie
Dans les catégories jeunes, elle obtient six titres nationaux. Elle chute lourdement en 1998. Elle interrompt alors le cycliste et commence une formation en physiotherapie. Elle travaille notamment pour l'équipe nationale de cyclisme. Ce n'est qu'en 2010, qu'elle reprend la compétition cycliste.

## Palmarès sur route
- 2011
  - 3e du Grand Prix Cham-Hagendorn
- 2015
  - 2e du championnat d'Allemagne de course de côte
- 2018
  - 2e de la Panorama Guizhou International Women
- 2019
  - Grand Prix Sofie Goos
  - 2e du Samyn des Dames
  - 3e du GP Verrebroek

## Palmarès sur piste

### Championnats nationaux
- 2013
  - 2e de la course aux points
  - 2e de la vitesse par équipes
  - 3e de la vitesse individuelle
  - 3e du keirin
- 2016
  - 2e du keirin
  - 3e de la course au scratch
  - 3e de la vitesse individuelle

## Classement UCI

### Classements mondiaux
| Année                                 | 2011 | 2012 | 2013 | 2014 | 2015 | 2016 | 2017 | 2018 | 2019 |
| ------------------------------------- | ---- | ---- | ---- | ---- | ---- | ---- | ---- | ---- | ---- |
| Classement UCI                        | 175e | 358e | 102e | 281e | 248e | 276e | 374e | 190e | 136e |
| UCI World Tour                        |      |      |      |      |      | nc   | 148e | nc   | nc   |
|                                       |      |      |      |      |      |      |      |      |      |
| Légende : nc = non classéSource : UCI |      |      |      |      |      |      |      |      |      |